# うらやま市
『うらやま市』（うらやまし）とは、テレビ東京系列で2013年4月13日から6月29日まで毎週土曜の24:50 - 25:15に放送されていた紀行番組。

## 概要
北関東のニューヨークを目指して街づくりをすすめる架空の都市うらやま市。その市役所観光2課の田中卓志、狩野英孝、澤部佑の3人が有名な観光地ではない町を視察し、うらやましぃ～事を発見していく紀行番組。

### 最終回
財政難から北うらやま市に吸収合併され、観光2課の3名もクビになったことにより2013年6月29日を以って終了した。

## 出演者
- 田中卓志（アンガールズ）- 課長→係長
  - 当初は課長だったが山梨市視察の際の相次ぐ下ネタ発言・行為に住民から批判があり係長に降格。野人になったり1番の先輩なのにぞんざいな扱いを受け逆ギレすることが多かった。
- 狩野英孝 - 係長→課長
  - 前任の田中の降格を受けて繰り上げ昇格。自称ゲームマスターで特にマジカルチェンジがお気に入り。体を張ってもダイジェストになることが多い。
- 澤部佑（ハライチ）- 職員
  - 一番の年下のため体を張ることが多い。途中から肌が極端に露出したクールビズを着用するようになった。
- 山根良顕（アンガールズ）- 総務課係長代理→職員→総務課係長[2]
- 岩井勇気（ハライチ） - 職員[3]
  - 上記2名はうらやま市新聞内の写真や活字のみで活躍が報じられていたが最終回のみ出演。観光2課の3人とは違い北うらやま市でも継続雇用された。

## ネット局
| 放送対象地域 | 放送局       | 系列           | 放送期間                 | 放送日時               | 遅れ日数  |
| ------------ | ------------ | -------------- | ------------------------ | ---------------------- | --------- |
| 関東広域圏   | テレビ東京   | テレビ東京系列 | 2013年4月13日 - 6月29日  | 毎週土曜 24:50 - 25:15 | 制作局    |
| 北海道       | テレビ北海道 | テレビ東京系列 | 2013年5月1日 - 7月17日   | 毎週水曜 25:35 - 26:05 | 18日遅れ  |
| 福岡県       | TVQ九州放送  | テレビ東京系列 | 2013年10月7日 - 12月16日 | 毎週月曜 26:30 - 27:00 | 177日遅れ |

## スタッフ
- ナレーション：水原恵理（テレビ東京アナウンサー・うらまし市広報課）
- 構成：安部裕之、北本かつら[4]
- 技術：遠山眞史
- 美術進行：小笠原吾郎（テレビ朝日クリエイト）
- 編集・MA：ザ・チューブ[4]
- 音響効果：PUTBAL SOUND
- デスク：後藤由枝（テレビ東京）
- AD：山本健太
- 演出：木原猛（Kmax）
- プロデューサー：荻野和人（テレビ東京）[4]、大内登（Kmax）
- 演出プロデューサー：株木亘（テレビ東京）[4]
- 制作協力：Kmax
- 製作著作：テレビ東京